# Евпоріе
Евпоріе (грец. Ευπορίη) — супутник Юпітера, відомий також під назвою Юпітер XXXIV.

## Відкриття
Відкритий у 2001 році групою астрономів із Гавайського університету під керівництвом Скотта Шепарда. Отримав тимчасове значення S/2001 J 10. У 2003 році Міжнародний астрономічний союз присвоїв супутнику офіційне ім'я Евпоріе на честь однієї з ор з греческої міфології.

## Орбіта
Супутник проходить повний оберт навколо Юпітера на відстані приблизно 20 000 000 км за 550,74 доби. Орбіта має ексцентриситет 0,14. Нахил ретроградної орбіти до локальної площини Лапласа — 150°. Як і всі інші зовнішні супутники, Евпоріе обертається у напрямку, протилежному від напрямку обертання Юпітера. Належить до групи Ананке і є найближчим до Юпітера супутником із цієї групи..

## Фізичні характеристики
Діаметр Евпоріе — приблизно 2 км.